# Amaxia theon
Amaxia theon là một loài bướm đêm thuộc phân họ Arctiinae, họ Erebidae.